# Horki (rejon stołpecki)
Horki (biał. Горкі; ros. Горки) – agromiasteczko na Białorusi, w obwodzie mińskim, w rejonie stołpeckim, w sielsowiecie Wiśniowiec.

## Historia
W dwudziestoleciu międzywojennym leżały w Polsce, w województwie nowogródzkim, w powiecie nieświeskim, w gminie Horodziej. W 1921 wieś liczyła 191 mieszkańców, zamieszkałych w 40 budynkach, wyłącznie Polaków. 189 mieszkańców było wyznania prawosławnego i 2 rzymskokatolickiego. Folwark liczył zaś 10 mieszkańców, zamieszkałych w 1 budynku, wyłącznie Polaków. 5 mieszkańców było wyznania rzymskokatolickiego i 5 prawosławnego.
Po II wojnie światowej w granicach Związku Sowieckiego. Od 1991 w niepodległej Białorusi.